# Tiempo de crear
Tiempo de crear es una película de Argentina filmada en colores en 16 mm dirigida por Juan Antonio Serna y Víctor Fincic sobre el guion de Juan Antonio Serna que se produjo en 1982 y no se estrenó comercialmente. Tuvo como actores principales a Tato Cifuentes, María Elena Walsh, Nelly Botú y Beatriz Isoldi.

## Sinopsis
Película sobre distintos artistas dedicados al público infantil.

## Reparto
- Tato Cifuentes
- María Elena Walsh
- Nelly Botú
- Beatriz Isoldi